# Gemaal Kadoelen
Het Gemaal Kadoelen is een boezemgemaal voor de Waterlandse boezem in Amsterdam-Noord.

## Eerste gemaal (bouwjaar 1875)
De eerste versie van het gemaal werd gebouwd omstreeks 1875 door het Hoogheemraadschap Waterland, waarvoor het schap Cornelis Blankevoort en J. van Leeuwen als ontwerpers inschakelde. Twee poldermolens (in totaal zeventien) bemaalden destijds de polder Waterland. Tegelijkertijd met dit 'nieuwe' gemaal werd er ook een gemaal gebouwd in Holyslootː het gemaal Rijpersluis. Het water werd aangevoerd via de Kadoelerbreek, een meertje ten noordwesten van het gemaal. Het water werd vervolgens omhoog gepompt naar Zijkanaal I, dat in verbinding staat met Het IJ/ het Noordzeekanaal (Rijpersluis loosde op de Zuiderzee, het water dat na de voltooiing van de Afsluitdijk in 1932 IJsselmeer heet). De motor liep in eerste instantie op stoom, later op elektra en dreef een scheprad aan.

## Tweede gemaal (bouwjaar 1987)
Rond 1987 werd er gebouwd aan een nieuw gemaalgebouw met vijzel. De capaciteit moest verhoogd worden en dat kon niet gerealiseerd worden in het oude systeem. Het ontwerp kwam van architect J. Overbeek van de Heidemij. Ook dit gemaal loost via een tussenmeertje via een duiker in de Landsmeerderdijk op Zijkanaal I. Het gebouw is gemaakt van beton en staal, waarbij het een opvallend dak heeft meegekregen. Dit heeft namelijk de vorm van de vijzels die binnen hun werk doen. Het ontwerp kreeg de betonprijs 1987 voor kunstwerken in de waterbouw. Een elektromotor kan 2x 350 m³ per minuut over 1,5 meter omhoog pompen. Het gemaal Kadoelen werkt nu samen met het gemaal De Poel bij Monnickendam om het circa 10.000 hectare groot gebied te bestrijken.

## Concertgemaal
Het oude gemaal werd in 2014 door Stadsherstel Amsterdam gerenoveerd en omgebouwd. Het kreeg de nieuwe naam Concertgemaal. Het Concertgemaal verhuurt werk- en vergaderruimtes aan creatieve ondernemers en organiseert regelmatig klassieke concerten.